# Емилия Друмева
Емилия Александрова Друмева (по бащина фамилия - Рачева) е българска юристка, професор в Пловдивския университет, член на Конституционния съд от квотата на парламента.

## Биография
Родена е на 21 февруари 1947 г. в Плевен. През 1969 г. завършва Юридическия факултет на Софийския университет.
През 1971-1972 е младши съдия в Софийския градски съд. Аспирант по сравнително конституционно право в Юридическия факултет в периода 1973-1977 и доктор по право.
През 1980-1995 е научен сътрудник по национално и сравнително конституционно право в Института за правни науки при БАН. Преподава в Нов Български Университет. Професор по конституционно право в Юридическия факултет на Пловдивския университет „Паисий Хилендарски“, от самото създаване на факултета (тя е един от създателите му). От 1995 е редовен професор по конституционно право, конституционно правосъдие и законодателна техника. Преподава и „Сравнително конституционно право“ на английски език в Юридическия факултет на УНСС. От 1990 до 2003 вкл. е директор на Дирекция „Правна и законодателна дейност“ в Народното събрание. Има много специализации в Германия, Португалия, Испания, САЩ, Великобритания и др. Автор на юридически разработки в областта на конституционното право и правата на човека.
Член е на Централната избирателна комисия през 1990 г. Била е председател на експертния съвет към Временната комисия за изменение на Конституцията в ХХХІХ НС. Български представител в Европейския Комитет за предотвратяване на изтезанията към Съвета на Европа. През 2003-2012 г. е съдийка в Конституционния съд от квотата на Народното събрание. През 2010-2016 г. е български представител в Консултативния комитет по прилагането на Рамковата конвенция за защита малцинствата към Съвета на Европа.
През 2015-2017 г. е избрана и работи като председател на Постоянната комисия по правни и социални науки и национална сигурност и отбрана към Националната агенция за оценяване и акредитация при Министерския съвет. Назначена e за секретар по правни въпроси с указ на президента № 47 от 23 януари 2017 г.
Автор е на учебник „Конституционно право“, който има пет издания - 1995, 1998, 2008, 2013 и 2018 г. – последното V издание, СИЕЛА, 808 с.
Автор е и на студии и статии в научни издания, доклади на конференции и семинари в страната и чужбина.
Владее немски, английски, френски и руски език.
Омъжена е за дългогодишния директор на НДК Христо Друмев, и имат две дъщери, Лили Друмева и Кристина Друмева.